# Волкер, Пол
Пол Адольф Волкер (англ. Paul Adolph Volcker, Jr.; 5 сентября 1927, Кейп-Мей, Нью-Джерси, США — 8 декабря 2019) — американский экономист и государственный деятель.
Ранее занимал должности заместителя министра финансов США (1969—1974), президента Федерального резервного банка Нью-Йорка (1975—1979) и председателя правления Федеральной резервной системы США (1979—1987).
Член Бильдербергского клуба, Совета по международным отношениям, председатель Северо-американского отделения Трёхсторонней комиссии, член Группы 30 (G 30), председатель фирмы Rothschild Wolfensohn Company (Ротшильд Уолфенсон компани).

## Биография
Родился 5 сентября 1927 году в городе Кейп-Мей, штат Нью-Джерси. В 1949 году окончил Принстонский университет. В 1951 году получил степень магистра в школе управления Гарвардского университета.
В 1956—1961 годах работал экономистом в Chase Manhattan Bank.
В 1962—1965 годах работает экономистом в министерстве финансов США. В 1969—1974 годах был заместителем министра финансов по валютным вопросам.
В 1974—1975 годах был сотрудником Школы общественных и международных исследований имени Вудро Вильсона в Принстонском университете.
В 1975—1979 годах был президентом Федерального резервного банка Нью-Йорка.
В 1979 году назначен председателем правления ФРС и оставался на этом посту до 1987 года. Пол Волкер известен своей антиинфляционной политикой, которую он проводил в должности председателя Совета Управляющих Федеральной Резервной Системы США. Если сравнивать начало и конец периода правления Волкера, то инфляция уменьшилась с 11,22 % в 1979 до 3,66 % в 1987, что являлось значительным вкладом в стабильность экономики США. Последствия уменьшения инфляции сказались на безработице, которая выросла по разным оценкам в 5 раз.
Затем Волкер стал председателем правления инвестиционной компании Wolfensohn & Co. В 1995 году, после назначения основателя фирмы Джеймса Вулфенсона председателем Всемирного банка, Волкер стал исполнительным директором.
Вновь избранный президентом США Барак Обама предложил 26 ноября 2008 года создать Консультативный совет по экономическому восстановлению при президенте США, возглавить который должен Пол Волкер. Указ о создании Совета и назначении Волкера председателем Совета Барак Обама подписал 6 февраля 2009 года. 23 февраля 2011 года на посту председателя Совета его сменил глава «General Electric» Джеффри Иммельт.

## Общественная деятельность
Член «Группы тридцати».

## Сочинения
- Keeping at it: The Quest for Sound Money and Good Government. — Public Affairs, 2018. ISBN 978-1541788312 (мемуары)